# Serie B Interregionale 2023-2024 (pallacanestro maschile)
La Serie B Interregionale 2023-2024 è stata la 1ª edizione del torneo di Serie B Interregionale nato a seguito della riforma dei campionati di pallacanestro italiani. La competizione è iniziata il 1º ottobre 2023 e si è conclusa il 23 giugno 2024.

## Stagione

### Novità
A seguito della riforma dei campionati del 2023 si è arrivati all'abolizione della precedente Serie C Gold e alla nascita di questa nuova competizione cestistica. Sono state ammesse dalla serie B nazionale le seguenti formazioni: Basket College Borgomanero; Basket Casale; Campus Piemonte; Basket Gallarate; Oleggio Basket; Basket Pavia; Basket Campus Varese; USE Basket Empoli; Etrusca San Miniato; Sangiorgese Basket; Tigers Romagna; Bergamo Basket 2014; Falconstar Basket; Petrarca Basket Padova; Vigor Basket Matelica; Pallacanestro Senigallia; Teramo a spicchi 2K20; Pescara Basket 2.0; CAB 1968 Ancona; Basket Corato; Action Now Basket Monopoli; Orlandina Basket; Virtus KLEB Ragusa; Pallacanestro Viola e la Pallacanestro Sala Consilina.

### Formula
La stagione vedrà la partecipazione di 96 squadre che andranno a comporre le 4 Conference (Nord-Ovest, Nord-Est, Centro, Sud) da 24 squadre in basa alla propria collocazione geografica. Le Conference a loro volta sono state suddivise in due gruppi (o Division) da 12 squadre ciascuno.
- La fase iniziale del torneo prevede una regular season con quindi 22 partite tra gare di andata e ritorno per Division
- La seconda fase (detta a "orologio") in cui le formazioni delle 2 Division in base al piazzamento ottenuto nella prima fase verranno suddivise in 3 Fasce da 8 squadre ciascuna andando a comporre i gironi di Play-In Gold (in cui si qualificano le prime quattro classificate delle 2 Division) e del Play-In Silver (in cui si qualificano le squadre classificate tra il 5º e l'8º posto nelle 2 Division) e il girone dei Play-Out (in cui si qualificano le squadre classificate tra il 9º e il 12º posto nelle 2 Division). Ogni Formazione andrà a disputare 8 partite partendo dal punteggio ottenuto negli scontri diretti maturato nella prima fase.
- I Play-off a cui accedono le prime 6 classificate del Play-In Gold e le prime 2 classificate del Play-In Silver con in palio la promozione nella Serie B Nazionale con passaggio del turno al meglio delle 3 gare disputate.
- Scendono direttamente in Serie C le squadre che al termine dei play out si sono classificate al 7° e all'8ºposto. Le 6° classificate dei 4 Play-Out di Conference si andranno a sfidare al meglio delle 3 gare stabilendo le ultime 2 formazioni che retrocederanno.

## Conference Nord-Ovest
Organizzata dai Comitati regionali FIP del Piemonte (Division A) e della Toscana (Division B)

### Division A
FIP Piemonte

#### Squadre
| Squadra                    | Stagione | Città                  | Palazzetto                               | Stagione precedente                                                    |
| -------------------------- | -------- | ---------------------- | ---------------------------------------- | ---------------------------------------------------------------------- |
| Basket College Borgomanero | dettagli | Borgomanero (NO)       | PalaDonBosco                             | 13º posto in Serie B girone A, retrocessa                              |
| Junior Libertas Casale     | dettagli | Casale Monferrato (AL) | PalaFerraris                             | 14º posto in Serie B girone A, retrocessa                              |
| Campus Piemonte            | dettagli | Alba (CN)              | Pala958 - Corneliano d'Alba (CN)         | 16º posto in Serie B girone A come Langhe Roero Basketball, retrocessa |
| Collegno Basket            | dettagli | Collegno (TO)          | PalaCollegno                             | 1º posto in Serie C Gold Piemonte, promossa                            |
| Basketball Gallarate       | dettagli | Gallarate (VA)         | Palestra Comunale di Gallarate           | 12º posto in Serie B girone A, perde i play-off ammissione, retrocessa |
| Basket 7 Laghi Gazzada     | dettagli | Gazzada Schianno (VA)  | Palestra comunale di Gazzada Schianno    | 3º posto in Serie C Gold Lombardia, promossa                           |
| Oleggio Basket             | dettagli | Oleggio (NO)           | Palazzetto - Boffalora sopra Ticino (MI) | 11º posto in Serie B girone A, perde i play-off ammissione, retrocessa |
| Pallacanestro Pavia        | dettagli | Pavia                  | PalaRavizza                              | 9º posto in Serie B Girone A, perde i play-off ammissione, retrocessa  |
| Robur Basket Saronno       | dettagli | Saronno (VA)           | PalaRonchi                               | 2º posto in Serie C Gold Lombardia, promossa                           |
| Amatori Savigliano         | dettagli | Savigliano (CN)        | Palasport Ferrua                         | 4º posto in Serie C Gold Piemonte, promossa                            |
| Derthona Basketball Lab    | dettagli | Tortona (AL)           | Palazzetto dello Sport "Uccio Camagna"   | 7º posto in Serie C Gold Piemonte, promossa                            |
| Campus Varese              | dettagli | Varese                 | Centro Sportivo Campus                   | 15º posto in Serie B girone A, retrocessa                              |

#### Stagione regolare
Classifica aggiornata al 18 febbraio 2024
| Pos. | Squadra                    | Pt | G  | V  | P  | PtF  | PtS  |
| ---- | -------------------------- | -- | -- | -- | -- | ---- | ---- |
| 1    | Basket Robur Saronno       | 38 | 22 | 19 | 3  | 1943 | 1613 |
| 2    | Pallacanestro Pavia        | 34 | 22 | 17 | 5  | 1820 | 1594 |
| 3    | Junior Libertas Casale     | 30 | 22 | 15 | 7  | 1628 | 1583 |
| 4    | Basket 7 Laghi Gazzada     | 26 | 22 | 13 | 9  | 1790 | 1736 |
| 5    | Basketball Gallarate       | 26 | 22 | 13 | 9  | 1731 | 1644 |
| 6    | Derthona Basketball Lab    | 24 | 22 | 12 | 10 | 1536 | 1637 |
| 7    | Basket College Borgomanero | 22 | 22 | 11 | 11 | 1910 | 1904 |
| 8    | Campus Varese              | 20 | 22 | 10 | 12 | 1902 | 1927 |
| 9    | Oleggio Basket             | 14 | 22 | 7  | 15 | 1748 | 1798 |
| 10   | Collegno Basket            | 14 | 22 | 7  | 15 | 1664 | 1777 |
| 11   | Amatori Savigliano         | 10 | 22 | 5  | 17 | 1567 | 1794 |
| 12   | Campus Piemonte            | 6  | 22 | 3  | 19 | 1623 | 1855 |

Legenda:
      Partecipante ai Play-In Gold.
      Partecipante ai Play-In Silver
      Partecipante ai Play-Out
Regolamento:
Due punti a vittoria, zero a sconfitta.
Note:

#### Tabellone
Classifica aggiornata al 18 febbraio 2024
|                            | AMA    | GAZ    | BOR    | GAL   | PIE    | VAR    | COL   | DER   | JUN   | OLE    | PAV   | ROB   |
| -------------------------- | ------ | ------ | ------ | ----- | ------ | ------ | ----- | ----- | ----- | ------ | ----- | ----- |
| Amatori Savigliano         | —      | 65–87  | 73–90  | 82–83 | 81–72  | 80–79  | 62–69 | 53–44 | 58–76 | 87–82  | 69–81 | 57–86 |
| Basket 7 Laghi Gazzada     | 93–85  | —      | 102–98 | 80–73 | 79–59  | 89–76  | 79–68 | 88–49 | 84–72 | 91–80  | 69–76 | 78–88 |
| Basket College Borgomanero | 97–87  | 92–90  | —      | 77–82 | 98–89  | 96–95  | 96–83 | 71–84 | 78–80 | 96–71  | 81–98 | 64–84 |
| Basketball Gallarate       | 88–73  | 72–75  | 94–82  | —     | 86–72  | 102–97 | 80–58 | 71–77 | 85–53 | 77–52  | 72–64 | 73–80 |
| Campus Piemonte            | 82–74  | 78–84  | 80–93  | 72–82 | —      | 83–91  | 78–95 | 68–64 | 68–70 | 88–94  | 83–90 | 58–91 |
| Campus Varese              | 105–86 | 101–96 | 86–98  | 95–90 | 71–77  | —      | 88–83 | 79–72 | 79–73 | 105–89 | 82–87 | 94–91 |
| Collegno Basket            | 89–57  | 74–76  | 89–88  | 72–79 | 75–69  | 93–85  | —     | 75–79 | 66–82 | 70–75  | 85–77 | 65–76 |
| Derthona Basketball Lab    | 74–70  | 84–61  | 66–77  | 80–70 | 67–59  | 81–76  | 81–72 | —     | 55–66 | 86–80  | 79–78 | 75–97 |
| Junior Libertas Casale     | 70–60  | 78–58  | 83–82  | 65–63 | 83–74  | 65–69  | 79–62 | 69–63 | —     | 74–90  | 68–67 | 78–68 |
| Oleggio Basket             | 70–77  | 80–76  | 95–96  | 67–72 | 105–80 | 107–82 | 94–67 | 67–68 | 83–86 | —      | 57–88 | 63–75 |
| Pallacanestro Pavia        | 80–67  | 76–74  | 103–87 | 85–66 | 75–64  | 102–92 | 99–68 | 98–50 | 76–69 | 64–62  | —     | 88–70 |
| Robur Basket Saronno       | 97–64  | 112–81 | 90–73  | 86–71 | 107–70 | 87–75  | 98–86 | 92–58 | 95–89 | 93–85  | 80–68 | —     |

#### Calendario
Classifica aggiornata al 18 febbraio 2024

##### Girone di andata
|        | 1ª giornata                                     |         |
| 1 ott. | Derthona Basketball Lab - Campus Varese         | 81 - 76 |
| 1 ott. | Campus Piemonte - Basketball Gallarate          | 72 - 82 |
| 1 ott. | Collegno Basket - Robur Basket Saronno          | 65 - 76 |
| 1 ott. | Oleggio Basket - Basket 7 Laghi Gazzada         | 80 - 76 |
| 1 ott. | Basket College Borgomanero - Amatori Savigliano | 97 - 87 |
| 1 ott. | Pallacanestro Pavia - Junior Libertas Casale    | 76 - 69 |

|        | 2ª giornata                                         |          |
| 8 ott. | Junior Libertas Casale - Oleggio Basket             | 74 - 90  |
| 8 ott. | Campus Varese - Collegno Basket                     | 88 - 83  |
| 8 ott. | Basket 7 Laghi Gazzada - Basket College Borgomanero | 102 - 98 |
| 8 ott. | Robur Basket Saronno - Campus Piemonte              | 107 - 70 |
| 8 ott. | Basketball Gallarate - Derthona Basketball Lab      | 71 - 77  |
| 8 ott. | Pallacanestro Pavia - Amatori Savigliano            | 80 - 67  |

|         | 3ª giornata                                      |          |
| 15 ott. | Campus Varese - Oleggio Basket                   | 105 - 89 |
| 15 ott. | Basket 7 Laghi Gazzada - Junior Libertas Casale  | 84 - 72  |
| 15 ott. | Basketball Gallarate - Robur Basket Saronno      | 73 - 80  |
| 15 ott. | Campus Piemonte - Collegno Basket                | 78 - 95  |
| 15 ott. | Amatori Savigliano - Derthona Basketball Lab     | 53 - 44  |
| 15 ott. | Basket College Borgomanero - Pallacanestro Pavia | 81 - 98  |

|         | 4ª giornata                                          |          |
| 22 ott. | Derthona Basketball Lab - Basket College Borgomanero | 66 - 77  |
| 22 ott. | Junior Libertas Casale - Basketball Gallarate        | 65 - 63  |
| 22 ott. | Robur Basket Saronno - Amatori Savigliano            | 97 - 64  |
| 22 ott. | Pallacanestro Pavia - Campus Varese                  | 102 - 92 |
| 22 ott. | Collegno Basket - Basket 7 Laghi Gazzada             | 74 - 76  |
| 22 ott. | Oleggio Basket - Campus Piemonte                     | 105 - 80 |

|         | 5ª giornata                                       |         |
| 29 ott. | Oleggio Basket - Collegno Basket                  | 94 - 67 |
| 29 ott. | Junior Libertas Casale - Derthona Basketball Lab  | 69 - 63 |
| 29 ott. | Basketball Gallarate - Amatori Savigliano         | 88 - 73 |
| 29 ott. | Robur Basket Saronno - Basket College Borgomanero | 90 - 73 |
| 29 ott. | Campus Piemonte - Campus Varese                   | 83 - 91 |
| 29 ott. | Pallacanestro Pavia - Basket 7 Laghi Gazzada      | 76 - 74 |

|        | 6ª giornata                                       |         |
| 1 nov. | Collegno Basket - Pallacanestro Pavia             | 85 - 77 |
| 1 nov. | Basket 7 Laghi Gazzada - Robur Basket Saronno     | 78 - 88 |
| 1 nov. | Campus Varese - Junior Libertas Casale            | 79 - 73 |
| 1 nov. | Amatori Savigliano - Campus Piemonte              | 81 - 72 |
| 1 nov. | Basket College Borgomanero - Basketball Gallarate | 77 - 82 |
| 1 nov. | Derthona Basketball Lab - Oleggio Basket          | 86 - 80 |

|        | 7ª giornata                                 |         |
| 5 nov. | Junior Libertas Casale - Amatori Savigliano | 70 - 60 |
| 5 nov. | Campus Piemonte - Basket 7 Laghi Gazzada    | 78 - 84 |
| 5 nov. | Oleggio Basket - Basket College Borgomanero | 95 - 96 |
| 5 nov. | Campus Varese - Basketball Gallarate        | 95 - 90 |
| 5 nov. | Collegno Basket - Derthona Basketball Lab   | 75 - 79 |
| 5 nov. | Pallacanestro Pavia - Robur Basket Saronno  | 88 - 70 |

|         | 8ª giornata                                   |         |
| 12 nov. | Derthona Basketball Lab - Pallacanestro Pavia | 79 - 78 |
| 12 nov. | Basketball Gallarate - Oleggio Basket         | 77 - 52 |
| 12 nov. | Basket 7 Laghi Gazzada - Campus Varese        | 89 - 76 |
| 12 nov. | Robur Basket Saronno - Junior Libertas Casale | 95 - 89 |
| 12 nov. | Basket College Borgomanero - Campus Piemonte  | 98 - 89 |
| 12 nov. | Amatori Savigliano - Collegno Basket          | 62 - 69 |

|         | 9ª giornata                                      |          |
| 19 nov. | Derthona Basketball Lab - Basket 7 Laghi Gazzada | 84 - 61  |
| 19 nov. | Junior Libertas Casale - Campus Piemonte         | 83 - 74  |
| 19 nov. | Oleggio Basket - Robur Basket Saronno            | 63 - 75  |
| 19 nov. | Campus Varese - Amatori Savigliano               | 105 - 86 |
| 19 nov. | Pallacanestro Pavia - Basketball Gallarate       | 85 - 66  |
| 19 nov. | Collegno Basket - Basket College Borgomanero     | 89 - 88  |

|         | 10ª giornata                                        |         |
| 26 nov. | Basketball Gallarate - Collegno Basket              | 80 - 58 |
| 26 nov. | Campus Piemonte - Derthona Basketball Lab           | 68 - 64 |
| 26 nov. | Robur Basket Saronno - Campus Varese                | 87 - 75 |
| 26 nov. | Amatori Savigliano - Basket 7 Laghi Gazzada         | 65 - 87 |
| 26 nov. | Basket College Borgomanero - Junior Libertas Casale | 78 - 80 |
| 26 nov. | Pallacanestro Pavia - Oleggio Basket                | 64 - 62 |

|        | 11ª giornata                                   |         |
| 9 dic. | Junior Libertas Casale - Collegno Basket       | 79 - 62 |
| 9 dic. | Campus Piemonte - Pallacanestro Pavia          | 83 - 90 |
| 9 dic. | Derthona Basketball Lab - Robur Basket Saronno | 75 - 97 |
| 9 dic. | Basket 7 Laghi Gazzada - Basketball Gallarate  | 80 - 73 |
| 9 dic. | Campus Varese - Basket College Borgomanero     | 86 - 98 |
| 9 dic. | Oleggio Basket - Amatori Savigliano            | 70 - 77 |

##### Girone di ritorno
|         | 1ª giornata                                     |         |
| 10 dic. | Junior Libertas Casale - Pallacanestro Pavia    | 68 - 67 |
| 10 dic. | Basketball Gallarate - Campus Piemonte          | 86 - 72 |
| 10 dic. | Robur Basket Saronno - Collegno Basket          | 98 - 86 |
| 10 dic. | Basket 7 Laghi Gazzada - Oleggio Basket         | 91 - 80 |
| 10 dic. | Amatori Savigliano - Basket College Borgomanero | 73 - 90 |
| 10 dic. | Campus Varese - Derthona Basketball Lab         | 79 - 72 |

|         | 2ª giornata                                         |         |
| 17 dic. | Derthona Basketball Lab - Basketball Gallarate      | 80 - 70 |
| 17 dic. | Oleggio Basket - Junior Libertas Casale             | 83 - 86 |
| 17 dic. | Collegno Basket - Campus Varese                     | 93 - 85 |
| 17 dic. | Amatori Savigliano - Pallacanestro Pavia            | 69 - 81 |
| 17 dic. | Basket College Borgomanero - Basket 7 Laghi Gazzada | 92 - 90 |
| 17 dic. | Campus Piemonte - Robur Basket Saronno              | 58 - 91 |

|         | 3ª giornata                                      |          |
| 20 dic. | Oleggio Basket - Campus Varese                   | 107 - 82 |
| 20 dic. | Robur Basket Saronno - Basketball Gallarate      | 86 - 71  |
| 20 dic. | Derthona Basketball Lab - Amatori Savigliano     | 74 - 70  |
| 20 dic. | Junior Libertas Casale - Basket 7 Laghi Gazzada  | 78 - 58  |
| 20 dic. | Collegno Basket - Campus Piemonte                | 75 - 69  |
| 20 dic. | Pallacanestro Pavia - Basket College Borgomanero | 103 - 87 |

|         | 4ª giornata                                          |         |
| 07 gen. | Campus Varese - Pallacanestro Pavia                  | 82 - 87 |
| 07 gen. | Campus Piemonte - Oleggio Basket                     | 88 - 94 |
| 07 gen. | Basket 7 Laghi Gazzada - Collegno Basket             | 79 - 68 |
| 07 gen. | Basket College Borgomanero - Derthona Basketball Lab | 71 - 84 |
| 07 gen. | Basketball Gallarate - Junior Libertas Casale        | 85 - 53 |
| 07 gen. | Amatori Savigliano - Robur Basket Saronno            | 57 - 86 |

|         | 5ª giornata                                       |         |
| 14 gen. | Derthona Basketball Lab - Junior Libertas Casale  | 55 - 66 |
| 14 gen. | Basket 7 Laghi Gazzada - Pallacanestro Pavia      | 69 - 76 |
| 14 gen. | Campus Varese - Campus Piemonte                   | 71 - 77 |
| 14 gen. | Basket College Borgomanero - Robur Basket Saronno | 64 - 84 |
| 14 gen. | Amatori Savigliano - Basketball Gallarate         | 82 - 83 |
| 14 gen. | Collegno Basket - Oleggio Basket                  | 70 - 75 |

|         | 6ª giornata                                       |          |
| 17 gen. | Campus Piemonte - Amatori Savigliano              | 82 - 74  |
| 17 gen. | Oleggio Basket - Derthona Basketball Lab          | 67 - 68  |
| 17 gen. | Robur Basket Saronno - Basket 7 Laghi Gazzada     | 112 - 81 |
| 17 gen. | Basketball Gallarate - Basket College Borgomanero | 94 - 82  |
| 17 gen. | Pallacanestro Pavia - Collegno Basket             | 99 - 68  |
| 17 gen. | Junior Libertas Casale - Campus Varese            | 65 - 69  |

|         | 7ª giornata                                 |          |
| 21 gen. | Derthona Basketball Lab - Collegno Basket   | 81 - 72  |
| 21 gen. | Robur Basket Saronno - Pallacanestro Pavia  | 80 - 68  |
| 21 gen. | Basketball Gallarate - Campus Varese        | 102 - 97 |
| 21 gen. | Basket 7 Laghi Gazzada - Campus Piemonte    | 79 - 59  |
| 21 gen. | Amatori Savigliano - Junior Libertas Casale | 58 - 76  |
| 21 gen. | Basket College Borgomanero - Oleggio Basket | 96 - 71  |

|         | 8ª giornata                                   |          |
| 28 gen. | Junior Libertas Casale - Robur Basket Saronno | 78 - 68  |
| 28 gen. | Pallacanestro Pavia - Derthona Basketball Lab | 98 - 50  |
| 28 gen. | Collegno Basket - Amatori Savigliano          | 89 - 57  |
| 28 gen. | Campus Piemonte - Basket College Borgomanero  | 80 - 93  |
| 28 gen. | Campus Varese - Basket 7 Laghi Gazzada        | 101 - 96 |
| 28 gen. | Oleggio Basket - Basketball Gallarate         | 67 - 72  |

|         | 9ª giornata                                      |         |
| 04 feb. | Basket College Borgomanero - Collegno Basket     | 96 - 83 |
| 04 feb. | Basketball Gallarate - Pallacanestro Pavia       | 72 - 64 |
| 04 feb. | Robur Basket Saronno - Oleggio Basket            | 93 - 85 |
| 04 feb. | Campus Piemonte - Junior Libertas Casale         | 68 - 70 |
| 04 feb. | Amatori Savigliano - Campus Varese               | 80 - 79 |
| 04 feb. | Basket 7 Laghi Gazzada - Derthona Basketball Lab | 88 - 49 |

|         | 10ª giornata                                        |         |
| 11 feb. | Derthona Basketball Lab - Campus Piemonte           | 67 - 59 |
| 11 feb. | Junior Libertas Casale - Basket College Borgomanero | 83 - 82 |
| 11 feb. | Collegno Basket - Basketball Gallarate              | 72 - 79 |
| 11 feb. | Oleggio Basket - Pallacanestro Pavia                | 57 - 88 |
| 11 feb. | Basket 7 Laghi Gazzada - Amatori Savigliano         | 93 - 85 |
| 11 feb. | Campus Varese - Robur Basket Saronno                | 94 - 91 |

|         | 11ª giornata                                  |         |
| 18 feb. | Pallacanestro Pavia - Campus Piemonte         | 75 - 64 |
| 18 feb. | Collegno Basket - Junior Libertas Casale      | 66 - 82 |
| 18 feb. | Robur Basket Saronno -Derthona Basketball Lab | 92 - 58 |
| 18 feb. | Amatori Savigliano - Oleggio Basket           | 87 - 82 |
| 18 feb. | Basket College Borgomanero - Campus Varese    | 96 - 95 |
| 18 feb. | Basketball Gallarate - Basket 7 Laghi Gazzada | 72 - 75 |

### Division B
FIP Toscana

#### Squadre
| Squadra                | Stagione | Città                   | Palazzetto                             | Stagione precedente                                                                       |
| ---------------------- | -------- | ----------------------- | -------------------------------------- | ----------------------------------------------------------------------------------------- |
| Scuola Basket Arezzo   | dettagli | Arezzo                  | Palasport Mario D'Agata                | 7º posto in Serie C Gold Toscana, promossa                                                |
| ABC Castelfiorentino   | dettagli | Castelfiorentino (FI)   | Palasport Nedo Betti                   | 3º posto in Serie C Gold Toscana, promossa                                                |
| Basket Cecina          | dettagli | Cecina (LI)             | Palazzetto dello Sport Franco Poggetti | 1º posto in Serie C Gold Toscana, promossa                                                |
| USE Basket Empoli      | dettagli | Empoli (FI)             | Palestra Lazzeri                       | 14º posto in Serie B, retrocessa                                                          |
| Olimpia Legnaia        | dettagli | Firenze                 | PalaFilarete                           | 4º posto in Serie C Gold Toscana, promossa                                                |
| Basketball Club Lucca  | dettagli | Lucca                   | Palatagliate                           | 10º posto in Serie C Gold Toscana, acquisisce il titolo sportivo della Tiber Roma         |
| Dany Basket Quarrata   | dettagli | Quarrata (PT)           | PalaMelo                               | 9º posto in Serie C Gold Toscana, promossa                                                |
| Etrusca San Miniato    | dettagli | San Miniato (PI)        | Palasport Fontevivo San Miniato        | 15º posto in Serie B, retrocessa                                                          |
| Basket Club Serravalle | dettagli | Serravalle Scrivia (AL) | Palasport di Viale Rimembranza         | 2º posto in Serie C Gold Piemonte, promossa                                               |
| Pallacanestro Sestri   | dettagli | Genova                  | PalaFigoi                              | 1º posto in Serie C Silver Liguria, acquisisce il titolo sportivo della Next Step Rapallo |
| Virtus Siena           | dettagli | Siena                   | Palazzetto "Andrea Corsoni"            | 5º posto in Serie C Gold Toscana, promossa                                                |
| Spezia Basket Club     | dettagli | La Spezia               | PalaSprint                             | 2º posto in Serie C Gold Toscana, promossa                                                |

#### Stagione regolare
Classifica aggiornata al 18 febbraio 2024
| Pos. | Squadra                | Pt | G  | V  | P  | PtF  | PtS  |
| ---- | ---------------------- | -- | -- | -- | -- | ---- | ---- |
| 1    | Basket Cecina          | 32 | 22 | 16 | 6  | 1810 | 1717 |
| 2    | Virtus Siena           | 32 | 22 | 16 | 6  | 1765 | 1650 |
| 3    | USE Basket Empoli      | 30 | 22 | 15 | 7  | 1606 | 1515 |
| 4    | Etrusca San Miniato    | 28 | 22 | 14 | 8  | 1612 | 1537 |
| 5    | Dany Basket Quarrata   | 26 | 22 | 13 | 9  | 1661 | 1603 |
| 6    | Basketball Club Lucca  | 26 | 22 | 13 | 9  | 1688 | 1652 |
| 7    | Spezia Basket Club     | 22 | 22 | 11 | 11 | 1689 | 1674 |
| 8    | Scuola Basket Arezzo   | 20 | 22 | 10 | 12 | 1565 | 1564 |
| 9    | Olimpia Legnaia        | 18 | 22 | 9  | 13 | 1621 | 1642 |
| 10   | Basket Club Serravalle | 12 | 22 | 6  | 16 | 1520 | 1672 |
| 11   | ABC Castelfiorentino   | 10 | 22 | 5  | 17 | 1616 | 1731 |
| 12   | Pallacanestro Sestri   | 8  | 22 | 4  | 18 | 1554 | 1750 |

Legenda:
      Partecipante ai Play-In Gold.
      Partecipante ai Play-In Silver
      Partecipante ai Play-Out
Regolamento:
Due punti a vittoria, zero a sconfitta.
Note:

#### Tabellone
Classifica aggiornata al 18 febbraio 2024
|                        | ABC    | CEC   | SER   | LUC   | QUA   | ETR   | LEG    | SES    | ARE   | SPE   | EMP   | SIE   |
| ---------------------- | ------ | ----- | ----- | ----- | ----- | ----- | ------ | ------ | ----- | ----- | ----- | ----- |
| ABC Castelfiorentino   | —      | 69–73 | 82–89 | 90–84 | 78–92 | 73–77 | 90–84  | 76–93  | 85–72 | 69–79 | 88–80 | 76–93 |
| Basket Cecina          | 94–102 | —     | 93–83 | 98–87 | 91–70 | 89–86 | 93–85  | 86–65  | 86–81 | 79–86 | 80–77 | 83–72 |
| Basket Club Serravalle | 65–55  | 67–78 | —     | 67–70 | 53–65 | 60–61 | 71–78  | 77–82  | 77–76 | 72–75 | 83–81 | 79–85 |
| Basketball Club Lucca  | 74–59  | 93–78 | 83–46 | —     | 77–73 | 58–72 | 101–82 | 81–73  | 80–69 | 92–90 | 55–56 | 75–83 |
| Dany Basket Quarrata   | 87–79  | 64–71 | 77–71 | 99–81 | —     | 86–65 | 55–71  | 74–55  | 79–68 | 85–71 | 71–70 | 78–81 |
| Etrusca San Miniato    | 64–63  | 69–78 | 76–69 | 79–88 | 87–63 | —     | 81–87  | 77–58  | 71–64 | 82–59 | 65–69 | 71–88 |
| Olimpia Legnaia        | 67–65  | 65–69 | 62–67 | 72–58 | 77–60 | 63–81 | —      | 75–67  | 58–68 | 71–75 | 68–79 | 93–94 |
| Pallacanestro Sestri   | 86–75  | 78–97 | 75–83 | 74–82 | 65–91 | 55–65 | 56–66  | —      | 86–88 | 59–76 | 66–73 | 82–89 |
| Scuola Basket Arezzo   | 75–70  | 72–64 | 61–44 | 68–73 | 65–75 | 54–62 | 77–69  | 81–57  | —     | 87–81 | 66–52 | 70–63 |
| Spezia Basket Club     | 78–74  | 76–91 | 92–63 | 81–63 | 79–69 | 65–75 | 88–94  | 80–75  | 84–74 | —     | 80–81 | 64–68 |
| USE Basket Empoli      | 73–56  | 79–70 | 71–53 | 81–59 | 65–69 | 63–59 | 82–79  | 85–64  | 82–72 | 67–63 | —     | 78–76 |
| Virtus Siena           | 66–58  | 78–97 | 94–81 | 62–74 | 83–79 | 85–87 | 81–69  | 101–70 | 66–57 | 84–67 | 73–62 | —     |

#### Calendario
Classifica aggiornata al 18 febbraio 2024

##### Girone di andata
|        | 1ª giornata                                 |         |
| 1 ott. | Dany Basket Quarrata - ABC Castelfiorentino | 87 - 79 |
| 1 ott. | USE Basket Empoli - Basketball Club Lucca   | 81 - 59 |
| 1 ott. | Virtus Siena - Etrusca San Miniato          | 85 - 87 |
| 1 ott. | Olimpia Legnaia - Basket Club Serravalle    | 62 - 67 |
| 1 ott. | Pallacanestro Sestri - Scuola Basket Arezzo | 86 - 88 |
| 1 ott. | Basket Cecina - Spezia Basket Club          | 79 - 86 |

|        | 2ª giornata                                   |          |
| 8 ott. | Basket Club Serravalle - Pallacanestro Sestri | 77 - 82  |
| 8 ott. | ABC Castelfiorentino - Basket Cecina          | 69 - 73  |
| 8 ott. | Etrusca San Miniato - USE Basket Empoli       | 65 - 69  |
| 8 ott. | Spezia Basket Club - Virtus Siena             | 64 - 68  |
| 8 ott. | Scuola Basket Arezzo - Dany Basket Quarrata   | 65 - 75  |
| 8 ott. | Basketball Club Lucca - Olimpia Legnaia       | 101 - 82 |

|         | 3ª giornata                                   |         |
| 15 ott. | Dany Basket Quarrata - Basket Club Serravalle | 77 - 71 |
| 15 ott. | Virtus Siena - ABC Castelfiorentino           | 66 - 58 |
| 15 ott. | Spezia Basket Club - Etrusca San Miniato      | 65 - 75 |
| 15 ott. | Basket Cecina - Scuola Basket Arezzo          | 86 - 81 |
| 15 ott. | Olimpia Legnaia - USE Basket Empoli           | 68 - 79 |
| 15 ott. | Pallacanestro Sestri - Basketball Club Lucca  | 74 - 82 |

|         | 4ª giornata                                  |         |
| 22 ott. | Basketball Club Lucca - Dany Basket Quarrata | 77 - 73 |
| 22 ott. | Basket Club Serravalle - Basket Cecina       | 67 - 78 |
| 22 ott. | USE Basket Empoli - Pallacanestro Sestri     | 85 - 64 |
| 22 ott. | Etrusca San Miniato - Olimpia Legnaia        | 81 - 87 |
| 22 ott. | Scuola Basket Arezzo - Virtus Siena          | 70 - 63 |
| 22 ott. | ABC Castelfiorentino - Spezia Basket Club    | 69 - 79 |

|         | 5ª giornata                                |         |
| 29 ott. | Basket Cecina - Basketball Club Lucca      | 98 - 87 |
| 29 ott. | Dany Basket Quarrata - USE Basket Empoli   | 71 - 70 |
| 29 ott. | Spezia Basket Club - Scuola Basket Arezzo  | 84 - 74 |
| 29 ott. | Virtus Siena - Basket Club Serravalle      | 94 - 81 |
| 29 ott. | Pallacanestro Sestri - Olimpia Legnaia     | 56 - 66 |
| 29 ott. | ABC Castelfiorentino - Etrusca San Miniato | 73 - 77 |

|        | 6ª giornata                                 |         |
| 1 nov. | Etrusca San Miniato - Pallacanestro Sestri  | 77 - 58 |
| 1 nov. | USE Basket Empoli - Basket Cecina           | 79 - 70 |
| 1 nov. | Basket Club Serravalle - Spezia Basket Club | 72 - 75 |
| 1 nov. | Scuola Basket Arezzo - ABC Castelfiorentino | 75 - 70 |
| 1 nov. | Basketball Club Lucca - Virtus Siena        | 75 - 83 |
| 1 nov. | Olimpia Legnaia - Dany Basket Quarrata      | 77 - 60 |

|        | 7ª giornata                                   |         |
| 5 nov. | Dany Basket Quarrata - Pallacanestro Sestri   | 74 - 55 |
| 5 nov. | Scuola Basket Arezzo - Etrusca San Miniato    | 54 - 62 |
| 5 nov. | ABC Castelfiorentino - Basket Club Serravalle | 82 - 89 |
| 5 nov. | Basket Cecina - Olimpia Legnaia               | 93 - 85 |
| 5 nov. | Spezia Basket Club - Basketball Club Lucca    | 81 - 63 |
| 5 nov. | Virtus Siena - USE Basket Empoli              | 73 - 62 |

|         | 8ª giornata                                   |               |
| 12 nov. | Basket Club Serravalle - Scuola Basket Arezzo | 77 - 76 (dts) |
| 12 nov. | USE Basket Empoli - Spezia Basket Club        | 67 - 63       |
| 12 nov. | Etrusca San Miniato - Dany Basket Quarrata    | 87 - 63       |
| 12 nov. | Pallacanestro Sestri - Basket Cecina          | 78 - 97       |
| 12 nov. | Olimpia Legnaia - Virtus Siena                | 93 - 94       |
| 12 nov. | Basketball Club Lucca - ABC Castelfiorentino  | 74 - 59       |

|         | 9ª giornata                                  |          |
| 19 nov. | Basket Club Serravalle - Etrusca San Miniato | 60 - 61  |
| 19 nov. | Spezia Basket Club - Olimpia Legnaia         | 88 - 94  |
| 19 nov. | Scuola Basket Arezzo - Basketball Club Lucca | 68 - 73  |
| 19 nov. | ABC Castelfiorentino - USE Basket Empoli     | 88 - 80  |
| 19 nov. | Basket Cecina - Dany Basket Quarrata         | 91 - 70  |
| 19 nov. | Virtus Siena - Pallacanestro Sestri          | 101 - 70 |

|         | 10ª giornata                                   |         |
| 26 nov. | USE Basket Empoli - Scuola Basket Arezzo       | 82 - 72 |
| 26 nov. | Dany Basket Quarrata - Virtus Siena            | 78 - 81 |
| 26 nov. | Pallacanestro Sestri - Spezia Basket Club      | 59 - 76 |
| 26 nov. | Basketball Club Lucca - Basket Club Serravalle | 83 - 46 |
| 26 nov. | Olimpia Legnaia - ABC Castelfiorentino         | 67 - 65 |
| 26 nov. | Basket Cecina - Etrusca San Miniato            | 89 - 86 |

|        | 11ª giornata                                |         |
| 9 dic. | Basket Club Serravalle - USE Basket Empoli  | 83 - 81 |
| 9 dic. | ABC Castelfiorentino - Pallacanestro Sestri | 76 - 93 |
| 9 dic. | Scuola Basket Arezzo - Olimpia Legnaia      | 77 - 69 |
| 9 dic. | Virtus Siena - Basket Cecina                | 78 - 97 |
| 9 dic. | Etrusca San Miniato - Basketball Club Lucca | 79 - 88 |
| 9 dic. | Spezia Basket Club - Dany Basket Quarrata   | 79 - 69 |

##### Girone di ritorno
|        | 1ª giornata                                 |         |
| 1 ott. | ABC Castelfiorentino -Dany Basket Quarrata  | 78 - 92 |
| 1 ott. | Basketball Club Lucca - USE Basket Empoli   | 55 - 56 |
| 1 ott. | Etrusca San Miniato - Virtus Siena          | 71 - 88 |
| 1 ott. | Basket Club Serravalle - Olimpia Legnaia    | 71 - 78 |
| 1 ott. | Scuola Basket Arezzo - Pallacanestro Sestri | 81 - 57 |
| 1 ott. | Spezia Basket Club - Basket Cecina          | 76 - 91 |

|        | 2ª giornata                                   |          |
| 8 ott. | Pallacanestro Sestri - Basket Club Serravalle | 77 - 82  |
| 8 ott. | Basket Cecina - ABC Castelfiorentino          | 69 - 73  |
| 8 ott. | USE Basket Empoli - Etrusca San Miniato       | 65 - 69  |
| 8 ott. | Spezia Basket Club - Virtus Siena             | 64 - 68  |
| 8 ott. | Scuola Basket Arezzo - Dany Basket Quarrata   | 65 - 75  |
| 8 ott. | Basketball Club Lucca - Olimpia Legnaia       | 101 - 82 |

|         | 3ª giornata                                   |         |
| 15 ott. | Dany Basket Quarrata - Basket Club Serravalle | 77 - 71 |
| 15 ott. | Virtus Siena - ABC Castelfiorentino           | 66 - 58 |
| 15 ott. | Spezia Basket Club - Etrusca San Miniato      | 65 - 75 |
| 15 ott. | Basket Cecina - Scuola Basket Arezzo          | 86 - 81 |
| 15 ott. | Olimpia Legnaia - USE Basket Empoli           | 68 - 79 |
| 15 ott. | Pallacanestro Sestri - Basketball Club Lucca  | 74 - 82 |

|         | 4ª giornata                                  |         |
| 22 ott. | Basketball Club Lucca - Dany Basket Quarrata | 77 - 73 |
| 22 ott. | Basket Club Serravalle - Basket Cecina       | 67 - 78 |
| 22 ott. | USE Basket Empoli - Pallacanestro Sestri     | 85 - 64 |
| 22 ott. | Etrusca San Miniato - Olimpia Legnaia        | 81 - 87 |
| 22 ott. | Scuola Basket Arezzo - Virtus Siena          | 70 - 63 |
| 22 ott. | ABC Castelfiorentino - Spezia Basket Club    | 69 - 79 |

|         | 5ª giornata                                |         |
| 29 ott. | Basket Cecina - Basketball Club Lucca      | 98 - 87 |
| 29 ott. | Dany Basket Quarrata - USE Basket Empoli   | 71 - 70 |
| 29 ott. | Spezia Basket Club - Scuola Basket Arezzo  | 84 - 74 |
| 29 ott. | Virtus Siena - Basket Club Serravalle      | 94 - 81 |
| 29 ott. | Pallacanestro Sestri - Olimpia Legnaia     | 56 - 66 |
| 29 ott. | ABC Castelfiorentino - Etrusca San Miniato | 73 - 77 |

|        | 6ª giornata                                 |         |
| 1 nov. | Etrusca San Miniato - Pallacanestro Sestri  | 77 - 58 |
| 1 nov. | USE Basket Empoli - Basket Cecina           | 79 - 70 |
| 1 nov. | Basket Club Serravalle - Spezia Basket Club | 72 - 75 |
| 1 nov. | Scuola Basket Arezzo - ABC Castelfiorentino | 75 - 70 |
| 1 nov. | Basketball Club Lucca - Virtus Siena        | 75 - 83 |
| 1 nov. | Olimpia Legnaia - Dany Basket Quarrata      | 77 - 60 |

|        | 7ª giornata                                   |         |
| 5 nov. | Dany Basket Quarrata - Pallacanestro Sestri   | 74 - 55 |
| 5 nov. | Scuola Basket Arezzo - Etrusca San Miniato    | 54 - 62 |
| 5 nov. | ABC Castelfiorentino - Basket Club Serravalle | 82 - 89 |
| 5 nov. | Basket Cecina - Olimpia Legnaia               | 93 - 85 |
| 5 nov. | Spezia Basket Club - Basketball Club Lucca    | 81 - 63 |
| 5 nov. | Virtus Siena - USE Basket Empoli              | 73 - 62 |

|         | 8ª giornata                                   |               |
| 12 nov. | Basket Club Serravalle - Scuola Basket Arezzo | 77 - 76 (dts) |
| 12 nov. | USE Basket Empoli - Spezia Basket Club        | 67 - 63       |
| 12 nov. | Etrusca San Miniato - Dany Basket Quarrata    | 87 - 63       |
| 12 nov. | Pallacanestro Sestri - Basket Cecina          | 78 - 97       |
| 12 nov. | Olimpia Legnaia - Virtus Siena                | 93 - 94       |
| 12 nov. | Basketball Club Lucca - ABC Castelfiorentino  | 74 - 59       |

|         | 9ª giornata                                  |          |
| 19 nov. | Basket Club Serravalle - Etrusca San Miniato | 60 - 61  |
| 19 nov. | Spezia Basket Club - Olimpia Legnaia         | 88 - 94  |
| 19 nov. | Scuola Basket Arezzo - Basketball Club Lucca | 68 - 73  |
| 19 nov. | ABC Castelfiorentino - USE Basket Empoli     | 88 - 80  |
| 19 nov. | Basket Cecina - Dany Basket Quarrata         | 91 - 70  |
| 19 nov. | Virtus Siena - Pallacanestro Sestri          | 101 - 70 |

|         | 10ª giornata                                   |         |
| 26 nov. | USE Basket Empoli - Scuola Basket Arezzo       | 82 - 72 |
| 26 nov. | Dany Basket Quarrata - Virtus Siena            | 78 - 81 |
| 26 nov. | Pallacanestro Sestri - Spezia Basket Club      | 59 - 76 |
| 26 nov. | Basketball Club Lucca - Basket Club Serravalle | 83 - 46 |
| 26 nov. | Olimpia Legnaia - ABC Castelfiorentino         | 67 - 65 |
| 26 nov. | Basket Cecina - Etrusca San Miniato            | 89 - 86 |

|        | 11ª giornata                                |         |
| 9 dic. | Basket Club Serravalle - USE Basket Empoli  | 83 - 81 |
| 9 dic. | ABC Castelfiorentino - Pallacanestro Sestri | 76 - 93 |
| 9 dic. | Scuola Basket Arezzo - Olimpia Legnaia      | 77 - 69 |
| 9 dic. | Virtus Siena - Basket Cecina                | 78 - 97 |
| 9 dic. | Etrusca San Miniato - Basketball Club Lucca | 79 - 88 |
| 9 dic. | Spezia Basket Club - Dany Basket Quarrata   | 79 - 69 |

### Play-In Gold
Disputato dalle prime 4 classificate della Division A e della Division B al termine della Regular Season. Le prime 6 passano ai playoff 
| Pos. | Squadra                | Pt | G  | V  | P  | PtF  | PtS  |
| ---- | ---------------------- | -- | -- | -- | -- | ---- | ---- |
| 1    | Robur Saronno          | 22 | 14 | 11 | 3  | 1186 | 1100 |
| 2    | U.S. Empolese          | 20 | 14 | 10 | 4  | 1028 | 962  |
| 3    | Basket Cecina          | 18 | 14 | 9  | 5  | 1200 | 1135 |
| 4    | Pall. Pavia            | 14 | 14 | 7  | 7  | 1001 | 982  |
| 5    | Virtus Siena           | 12 | 14 | 6  | 8  | 1110 | 1128 |
| 6    | Junior Casale Monferr. | 12 | 14 | 6  | 8  | 1022 | 1014 |
| 7    | Etrusca S. Miniato     | 10 | 14 | 5  | 9  | 915  | 982  |
| 8    | Basket 7 Laghi Gazzada | 4  | 14 | 2  | 12 | 1026 | 1185 |

Legenda:
      Qualificata ai Playoff.
Regolamento:
Due punti a vittoria, zero a sconfitta.
Note:
Le formazioni partiranno dai punteggi ottenuti nelle proprie Division

### Play-In Silver
Disputato dalle classificate tra il 5º e l'8º posto della Division A e della Division B al termine della Regular Season. Le prime 2 passano ai playoff 
| Pos. | Squadra                 | Pt | G  | V  | P | PtF  | PtS  |
| ---- | ----------------------- | -- | -- | -- | - | ---- | ---- |
| 1    | Dany Basket Quarrata    | 18 | 14 | 9  | 5 | 1146 | 1063 |
| 2    | Basketball Club Lucca   | 18 | 14 | 9  | 5 | 1156 | 1133 |
| 3    | BasketBall Gallarate    | 16 | 14 | 8  | 6 | 1133 | 1128 |
| 4    | Spezia Basket Club      | 16 | 13 | 8  | 5 | 1066 | 1025 |
| 5    | Derthona Basketball La. | 14 | 14 | 7  | 7 | 1059 | 1086 |
| 6    | Scuola Basket Arezzo    | 10 | 14 | 5  | 9 | 1095 | 1108 |
| 7    | College Bk Borgomanero  | 10 | 14 | 5  | 9 | 1151 | 1197 |
| 8    | Campus Varese           | 8  | 13 | 14 | 9 | 1121 | 1187 |

Legenda:
      Qualificata ai Playoff.
Regolamento:
Due punti a vittoria, zero a sconfitta.
Note:
Le formazioni partiranno dai punteggi ottenuti nelle proprie Division

### Play-Out
Disputato dalle classificate tra il 9º e il 12º posto della Division A e della Division B al termine della Regular Season le ultime 2 retrocedono in serie C 
| Pos. | Squadra                | Pt | G  | V  | P  | PtF  | PtS  |
| ---- | ---------------------- | -- | -- | -- | -- | ---- | ---- |
| 1    | Olimpia Legnaia        | 20 | 14 | 10 | 4  | 1012 | 957  |
| 2    | Oleggio Magic Basket   | 18 | 14 | 9  | 5  | 1142 | 1075 |
| 3    | Collegno Basket        | 18 | 14 | 9  | 5  | 1032 | 975  |
| 4    | Basket Club Serravalle | 18 | 14 | 9  | 5  | 1048 | 998  |
| 5    | ABC Castelfiorentino   | 16 | 14 | 8  | 6  | 1082 | 1049 |
| 6    | Pallacanestro Sestri   | 12 | 14 | 6  | 8  | 1059 | 1038 |
| 7    | Amatori Savigliano     | 6  | 14 | 3  | 11 | 963  | 1117 |
| 8    | Campus Piemonte        | 4  | 14 | 2  | 12 | 1041 | 1170 |

Legenda:
      Qualificata allo spareggio play-out di conference.
      Retrocessa in Serie C.
Regolamento:
Due punti a vittoria, zero a sconfitta.
Note:
Le formazioni partiranno dai punteggi ottenuti nelle proprie Division

## Conference Nord-Est
Organizzata dai Comitati regionali FIP della Lombardia (Division C) e del Veneto (Division D)

### Division C
FIP Lombardia

#### Squadre
| Squadra                        | Stagione | Città                        | Palazzetto                                     | Stagione precedente                                           |
| ------------------------------ | -------- | ---------------------------- | ---------------------------------------------- | ------------------------------------------------------------- |
| Sangiorgese Legnano            | dettagli | San Giorgio su Legnano (MI)  | PalaBertelli                                   | 12º posto in Serie B, perde i play-off ammissione, retrocessa |
| Pallacanestro Fulgor Fidenza   | dettagli | Fidenza (PR)                 | Palapatrizzoli                                 | -                                                             |
| Basket Team 1995 Pizzighettone | dettagli | Pizzighettone (CR)           | Palazzetto di Soresina (CR)                    | -                                                             |
| Bologna Basket 2016            | dettagli | Bologna                      | Palasavena                                     | -                                                             |
| Sansebasket Cremona            | dettagli | Cremona                      | Palaspettacolo                                 | -                                                             |
| Ferrara Basket 2018            | dettagli | Ferrara                      | Giuseppe Bondi Arena                           | -                                                             |
| Corona Platina Piadena         | dettagli | Piadena Drizzona (CR)        | Palestra - Piadena Drizzona (CR)               | -                                                             |
| U.S. Nervianese 1919           | dettagli | Nerviano (MI)                | Palestra (scuole elementari) - Nerviano (MI)   | -                                                             |
| Olimpia Castello 2010          | dettagli | Castel San Pietro Terme (BO) | Palasport - Castel San Pietro Terme (BO)       | -                                                             |
| SocialOSA. Milano              | dettagli | Milano                       | Palaiseo                                       | -                                                             |
| Tigers Romagna                 | dettagli | Cesena                       | Palasport - Cervia (RA)                        | 15º posto in Serie B, retrocessa                              |
| Libertas Cernusco              | dettagli | Cernusco sul Naviglio (MI)   | Campo Polivalente - Cernusco sul Naviglio (MI) | -                                                             |

#### Stagione regolare
Classifica aggiornata al 18 febbraio 2024
| Pos. | Squadra                        | Pt | G  | V  | P  | PtF  | PtS  |
| ---- | ------------------------------ | -- | -- | -- | -- | ---- | ---- |
| 1    | Sangiorgese Basket             | 30 | 20 | 15 | 5  | 1469 | 1319 |
| 2    | Pallacanestro Fulgor Fidenza   | 28 | 20 | 14 | 6  | 1534 | 1399 |
| 3    | Basket Team 1995 Pizzighettone | 26 | 20 | 13 | 7  | 1491 | 1429 |
| 4    | Ferrara Basket 2018            | 26 | 20 | 13 | 7  | 1610 | 1506 |
| 5    | Sansebasket Cremona            | 24 | 20 | 12 | 8  | 1477 | 1460 |
| 6    | Olimpia Castello 2010          | 20 | 20 | 10 | 10 | 1520 | 1562 |
| 7    | Corona Platina Piadena         | 18 | 20 | 9  | 11 | 1432 | 1425 |
| 8    | Bologna Basket 2016            | 18 | 20 | 9  | 11 | 1401 | 1477 |
| 9    | Social OSA Milano              | 12 | 20 | 6  | 14 | 1419 | 1509 |
| 10   | Pallacanestro Nervianese 1919  | 10 | 20 | 5  | 15 | 1437 | 1493 |
| 11   | Libertas Cernusco              | 8  | 20 | 4  | 16 | 1332 | 1543 |
| 12   | Tigers Romagna                 | 0  | 20 | 5  | 15 | 1346 | 1585 |

Legenda:
      Partecipante ai Play-In Gold.
      Partecipante ai Play-In Silver
      Partecipante ai Play-Out
Regolamento:
Due punti a vittoria, zero a sconfitta.
Note:

### Division D
FIP Veneto

#### Squadre
| Squadra                     | Stagione | Città                    | Palazzetto                                | Stagione precedente                                           |
| --------------------------- | -------- | ------------------------ | ----------------------------------------- | ------------------------------------------------------------- |
| Bergamo Basket 2014         | dettagli | Bergamo                  | Campo Sportivo Italcementi                | 14º posto in Serie B, retrocessa                              |
| Sistema Basket Pordenone    | dettagli | Pordenone                | Palasport Crisafulli                      | 1º posto in Serie C Gold Veneto-Friuli, promossa              |
| Bluorobica Bergamo          | dettagli | Bergamo                  | Campo Sportivo Italcementi                | -                                                             |
| Pallacanestro Gardonese     | dettagli | Gardone Val Trompia (BS) | Palestra ITIS - Gardone Val Trompia (BS)  | -                                                             |
| Oderzo Basket               | dettagli | Oderzo (TV)              | Palasport Oderzo                          | -                                                             |
| Montebelluna Basket         | dettagli | Montebelluna (TV)        | Palazzetto Frassetto                      | -                                                             |
| Falconstar Basket           | dettagli | Monfalcone (GO)          | Palestra Polifunzionale - Monfalcone (GO) | 11º posto in Serie B, perde i play-off ammissione, retrocessa |
| Basket Iseo                 | dettagli | Iseo (BS)                | Palestra IIS - Iseo (BS)                  | -                                                             |
| Petrarca Basket Padova      | dettagli | Padova                   | Palaberta                                 | 8º posto in Serie B, perde i play-off ammissione, retrocessa  |
| Pallacanestro San Bonifacio | dettagli | San Bonifacio (VR)       | Palaferroli                               | -                                                             |
| Jadran Gostol Trieste       | dettagli | Trieste                  | PalaChiarbola                             | -                                                             |
| Virtus Murano 1954          | dettagli | Venezia                  | Palestra 'Leo Perziano'                   | -                                                             |

#### Stagione regolare
Classifica aggiornata al 18 febbraio 2024
| Pos. | Squadra                     | Pt | G  | V  | P  | PtF  | PtS  |
| ---- | --------------------------- | -- | -- | -- | -- | ---- | ---- |
| 1    | Bergamo Basket 2014         | 30 | 22 | 15 | 7  | 1671 | 1499 |
| 2    | Sistema Basket Pordenone    | 26 | 22 | 13 | 9  | 1567 | 1545 |
| 3    | Pallacanestro Gardonese     | 26 | 22 | 13 | 9  | 1596 | 1563 |
| 4    | Oderzo Basket               | 26 | 22 | 13 | 9  | 1553 | 1546 |
| 5    | Blu Orobica Bergamo         | 24 | 22 | 12 | 10 | 1606 | 1617 |
| 6    | Montebelluna Basket         | 24 | 22 | 12 | 10 | 1494 | 1451 |
| 7    | Falconstar Basket           | 24 | 22 | 12 | 10 | 1667 | 1647 |
| 8    | Pallacanestro San Bonifacio | 20 | 22 | 10 | 12 | 1634 | 1629 |
| 9    | Basket Iseo                 | 18 | 22 | 9  | 13 | 1615 | 1655 |
| 10   | Jadran Gostol Trieste       | 18 | 22 | 9  | 13 | 1509 | 1548 |
| 11   | Petrarca Basket Padova      | 16 | 22 | 8  | 14 | 1671 | 1669 |
| 12   | Virtus Murano 1954          | 12 | 22 | 6  | 16 | 1464 | 1678 |

Legenda:
      Partecipante ai Play-In Gold.
      Partecipante ai Play-In Silver
      Partecipante ai Play-Out
Regolamento:
Due punti a vittoria, zero a sconfitta.
Note:

### Play-In Gold
Disputato dalle prime 4 classificate della Division C e della Division D al termine della Regular Season. Le prime 6 passano ai playoff 
| Pos. | Squadra                        | Pt | G  | V  | P  |
| ---- | ------------------------------ | -- | -- | -- | -- |
| 1    | Sangiorgese Basket             | 20 | 14 | 10 | 4  |
| 2    | Pallacanestro Fulgor Fidenza   | 18 | 14 | 9  | 5  |
| 3    | Ferrara Basket 2018            | 18 | 14 | 9  | 5  |
| 4    | Bergamo Basket 2014            | 16 | 14 | 8  | 6  |
| 5    | Basket Team 1995 Pizzighettone | 16 | 14 | 8  | 6  |
| 6    | Pallacanestro Gardonese        | 12 | 14 | 6  | 8  |
| 7    | Sistema Basket Pordenone       | 10 | 14 | 5  | 9  |
| 8    | Oderzo Basket                  | 2  | 14 | 1  | 13 |

Legenda:
      Qualificata ai Playoff.
Regolamento:
Due punti a vittoria, zero a sconfitta.
Note:
Le formazioni partiranno dai punteggi ottenuti nelle proprie Division

### Play-In Silver
Disputato dalle classificate tra il 5º e l'8º posto della Division C e della Division D al termine della Regular Season. Le prime 2 passano ai playoff 
| Pos. | Squadra                     | Pt | G  | V  | P  |
| ---- | --------------------------- | -- | -- | -- | -- |
| 1    | Montebelluna Basket         | 20 | 14 | 10 | 4  |
| 2    | Blu Orobica Bergamo         | 18 | 14 | 9  | 5  |
| 3    | Sansebasket Cremona         | 18 | 14 | 9  | 5  |
| 4    | Bologna Basket 2016         | 14 | 14 | 7  | 7  |
| 5    | Pallacanestro San Bonifacio | 14 | 14 | 7  | 7  |
| 6    | Olimpia Castello 2010       | 12 | 14 | 6  | 8  |
| 7    | Falconstar Basket           | 8  | 14 | 4  | 10 |
| 8    | Corona Platina Piadena      | 8  | 14 | 4  | 10 |

Legenda:
      Qualificata ai Playoff.
Regolamento:
Due punti a vittoria, zero a sconfitta.
Note:
Le formazioni partiranno dai punteggi ottenuti nelle proprie Division

### Play-Out
Disputato dalle classificate tra il 9º e il 12º posto della Division C e della Division D al termine della Regular Season le ultime 2 retrocedono in serie C 
| Pos. | Squadra                       | Pt | G  | V | P |
| ---- | ----------------------------- | -- | -- | - | - |
| 1    | Libertas Cernusco             | 16 | 12 | 8 | 4 |
| 2    | Pallacanestro Nervianese 1919 | 14 | 12 | 7 | 5 |
| 3    | Basket Iseo                   | 14 | 12 | 7 | 5 |
| 4    | Petrarca Basket Padova        | 14 | 12 | 7 | 5 |
| 5    | Jadran Gostol Trieste         | 10 | 12 | 5 | 7 |
| 6    | Social OSA Milano             | 8  | 12 | 4 | 8 |
| 7    | Virtus Murano 1954            | 8  | 12 | 4 | 8 |

Legenda:
      Qualificata allo spareggio play-out di conference.
      Retrocessa in Serie C.
Regolamento:
Due punti a vittoria, zero a sconfitta.
Note:
Le formazioni partiranno dai punteggi ottenuti nelle proprie Division

## Conference Centro
Organizzata dai Comitati regionali FIP delle Marche (Division E) e del Lazio (Division F)

### Division E
FIP Marche

#### Squadre
| Squadra                  | Stagione | Città                     | Palazzetto                      | Stagione precedente                                           |
| ------------------------ | -------- | ------------------------- | ------------------------------- | ------------------------------------------------------------- |
| Bramante Basket Pesaro   | dettagli | Pesaro                    | PalaCampanara                   | -                                                             |
| Vigor Basket Matelica    | dettagli | Matelica (MC)             | Palasport - Castelraimondo (MC) | 12º posto in Serie B, perde i play-off ammissione, retrocessa |
| Pallacanestro Senigallia | dettagli | Senigallia (AN)           | PalaPanzini                     | 11º posto in Serie B, perde i play-off ammissione, retrocessa |
| Loreto Basket Pesaro     | dettagli | Pesaro                    | PalaCampanara                   | -                                                             |
| Amatori Pescara 1976     | dettagli | Pescara                   | Palasport Giovanni Paolo II     | -                                                             |
| Pisaurum Basket          | dettagli | Pesaro                    | PalaCampanara                   | -                                                             |
| Attila Junior Basket     | dettagli | Porto Recanati (MC)       | Palasport Enrico Medi           | -                                                             |
| Virtus Basket Civitanova | dettagli | Civitanova Marche (MC)    | PalaRisorgimento                | -                                                             |
| Teramo a spicchi 2K20    | dettagli | Teramo                    | Palasport Acquaviva             | 12º posto in Serie B, perde i play-off ammissione, retrocessa |
| Pescara Basket 2.0       | dettagli | Pescara                   | Palasport Giovanni Paolo II     | 15º posto in Serie B, retrocessa                              |
| Roseto Basket 20.20      | dettagli | Roseto degli Abruzzi (TE) | PalaMaggetti                    | -                                                             |
| CAB 1968 Ancona          | dettagli | Ancona                    | PalaRossini                     | 11º posto in Serie B, perde i play-off ammissione, retrocessa |

#### Stagione regolare
Classifica aggiornata al 18 febbraio 2024
| Pos. | Squadra                  | Pt | G  | V  | P  | PtF  | PtS  |
| ---- | ------------------------ | -- | -- | -- | -- | ---- | ---- |
| 1    | Vigor Basket Matelica    | 34 | 22 | 17 | 5  | 1711 | 1539 |
| 2    | Bramante Basket Pesaro   | 30 | 21 | 15 | 6  | 1477 | 1390 |
| 3    | Pallacanestro Senigallia | 30 | 22 | 15 | 7  | 1710 | 1535 |
| 4    | Loreto Basket Pesaro     | 30 | 22 | 15 | 7  | 1725 | 1507 |
| 5    | Attila Junior Basket     | 26 | 22 | 13 | 9  | 1678 | 1607 |
| 6    | Amatori Pescara 1976     | 24 | 22 | 12 | 10 | 1478 | 1500 |
| 7    | Teramo a spicchi 2K20    | 20 | 22 | 10 | 12 | 1599 | 1618 |
| 8    | Pisaurum Basket          | 18 | 22 | 9  | 13 | 1511 | 1637 |
| 9    | Virtus Basket Civitanova | 18 | 22 | 9  | 13 | 1436 | 1465 |
| 10   | Roseto Basket 20.20      | 18 | 22 | 9  | 13 | 1563 | 1580 |
| 11   | Pescara Basket 2.0       | 8  | 22 | 4  | 18 | 1484 | 1672 |
| 12   | CAB 1968 Ancona          | 8  | 22 | 4  | 18 | 1366 | 1667 |

Legenda:
      Partecipante ai Play-In Gold.
      Partecipante ai Play-In Silver
      Partecipante ai Play-Out
Regolamento:
Due punti a vittoria, zero a sconfitta.
Note:

### Division F
FIP Lazio

#### Squadre
| Squadra                       | Stagione | Città              | Palazzetto                               | Stagione precedente                                      |
| ----------------------------- | -------- | ------------------ | ---------------------------------------- | -------------------------------------------------------- |
| Virtus Roma 1960              | dettagli | Roma               | Palestra Petriana                        | 1ª in Serie C Lazio, promossa in Serie B Interregionale. |
| Pallacanestro Palestrina      | dettagli | Palestrina (RM)    | Palaiaia                                 | -                                                        |
| Polisportiva Supernova        | dettagli | Fiumicino (RM)     | PalaSupernova                            | -                                                        |
| Stella Azzurra Viterbo Basket | dettagli | Viterbo            | PalaMalè                                 | -                                                        |
| Valdiceppo Basket             | dettagli | Perugia            | Palazzetto Ponte San Giovanni            | -                                                        |
| Esperia Cagliari              | dettagli | Cagliari           | Palestra Esperia                         | -                                                        |
| Carver ROMA Cinecittà         | dettagli | Cinecittà (RM)     | Tensostruttura - Roma                    | -                                                        |
| Nuovo Basket Aquilano         | dettagli | L'Aquila           | PalaAngeli                               | -                                                        |
| Basket Ferentino 1977         | dettagli | Ferentino (FR)     | Palazzetto Ponte Grande                  | -                                                        |
| New Fortitudo Isernia         | dettagli | Isernia            | Palazzetto dello Sport Liborio Fraraccio | -                                                        |
| San Nilo Sport Grottaferrata  | dettagli | Grottaferrata (RM) | Palazzetto dello Sport Saverio Coscia    | -                                                        |
| Centro Basket Mondragone      | dettagli | Mondragone (CE)    | Palazzetto dello Sport - Mondragone (CE) | -                                                        |

#### Stagione regolare
Classifica aggiornata al 18 febbraio 2024
| Pos. | Squadra                       | Pt | G  | V  | P  | PtF  | PtS  |
| ---- | ----------------------------- | -- | -- | -- | -- | ---- | ---- |
| 1    | Virtus Roma 1960              | 40 | 22 | 20 | 2  | 1704 | 1398 |
| 2    | Polisportiva Supernova        | 32 | 22 | 16 | 6  | 1663 | 1405 |
| 3    | Pallacanestro Palestrina      | 32 | 22 | 16 | 6  | 1688 | 1570 |
| 4    | Val di Ceppo Basket           | 24 | 22 | 12 | 10 | 1647 | 1656 |
| 5    | Stella Azzurra Viterbo Basket | 24 | 22 | 12 | 10 | 1559 | 1625 |
| 6    | Basket Ferentino 1977         | 22 | 22 | 11 | 11 | 1567 | 1549 |
| 7    | Carver ROMA Cinecittà         | 20 | 22 | 10 | 12 | 1515 | 1537 |
| 8    | Esperia Cagliari              | 20 | 22 | 10 | 12 | 1508 | 1494 |
| 9    | Nuovo Basket Aquilano         | 16 | 22 | 8  | 14 | 1532 | 1638 |
| 10   | San Nilo Sport Grottaferrata  | 16 | 22 | 8  | 14 | 1655 | 1762 |
| 11   | New Fortitudo Isernia         | 10 | 22 | 5  | 17 | 1522 | 1698 |
| 12   | Centro Basket Mondragone      | 8  | 22 | 4  | 18 | 1454 | 1682 |

Legenda:
      Partecipante ai Play-In Gold.
      Partecipante ai Play-In Silver
      Partecipante ai Play-Out
Regolamento:
Due punti a vittoria, zero a sconfitta.
Note:

### Play-In Gold
Disputato dalle prime 4 classificate della Division E e della Division F al termine della Regular Season. Le prime 6 passano ai playoff 
| Pos. | Squadra                          | Pt | G  | V  | P  |
| ---- | -------------------------------- | -- | -- | -- | -- |
| 1    | Vigor Basket Matelica            | 20 | 14 | 10 | 4  |
| 2    | Virtus Roma 1960                 | 18 | 14 | 9  | 5  |
| 3    | Bramante Basket Pesaro           | 18 | 14 | 9  | 5  |
| 4    | Pallacanestro Senigallia         | 18 | 14 | 9  | 5  |
| 5    | Loreto Basket Pesaro             | 16 | 14 | 8  | 6  |
| 6    | Polisportiva Supernova Fiumicino | 10 | 14 | 5  | 9  |
| 7    | Pallacanestro Palestrina         | 8  | 14 | 4  | 10 |
| 8    | Valdiceppo Basket                | 4  | 14 | 2  | 12 |

Legenda:
      Qualificata ai Playoff.
Regolamento:
Due punti a vittoria, zero a sconfitta.
Note:
Le formazioni partiranno dai punteggi ottenuti nelle proprie Division

### Play-In Silver
Disputato dalle classificate tra il 5º e l'8º posto della Division E e della Division F al termine della Regular Season. Le prime 2 passano ai playoff 
| Pos. | Squadra                | Pt | G  | V  | P |
| ---- | ---------------------- | -- | -- | -- | - |
| 1    | Attila Jr Porto Recan. | 22 | 14 | 11 | 3 |
| 2    | Basket 1977 Ferrentino | 16 | 14 | 8  | 6 |
| 3    | Pallacanestro Pescara  | 14 | 14 | 7  | 7 |
| 4    | Carver Cinecittà       | 14 | 14 | 7  | 7 |
| 5    | Stella Azzurra Viterbo | 14 | 14 | 7  | 7 |
| 6    | Teramo a Spicchi       | 12 | 14 | 6  | 8 |
| 7    | Pisaurum 2000 Pesaro   | 10 | 14 | 5  | 9 |
| 8    | Esperia Cagliari       | 10 | 14 | 5  | 9 |

Legenda:
      Qualificata ai Playoff.
Regolamento:
Due punti a vittoria, zero a sconfitta.
Note:
Le formazioni partiranno dai punteggi ottenuti nelle proprie Division

### Play-Out
Disputato dalle classificate tra il 9º e il 12º posto della Division E e della Division F al termine della Regular Season le ultime 2 retrocedono in serie C 
| Pos. | Squadra                      | Pt | G  | V | P  |
| ---- | ---------------------------- | -- | -- | - | -- |
| 1    | Nuovo Basket Aquilano        | 18 | 14 | 9 | 5  |
| 2    | Virtus Basket Civitanova     | 16 | 14 | 8 | 6  |
| 3    | CAB 1968 Ancona              | 16 | 14 | 8 | 6  |
| 4    | Roseto Basket 20.20          | 16 | 14 | 8 | 6  |
| 5    | Centro Basket Mondragone     | 14 | 14 | 7 | 7  |
| 6    | Pescara Basket 2.0           | 14 | 14 | 7 | 7  |
| 7    | San Nilo Sport Grottaferrata | 12 | 14 | 6 | 8  |
| 8    | New Fortitudo Isernia        | 6  | 14 | 3 | 11 |

Legenda:
      Qualificata allo spareggio play-out di conference.
      Retrocessa in Serie C.
Regolamento:
Due punti a vittoria, zero a sconfitta.
Note:
Le formazioni partiranno dai punteggi ottenuti nelle proprie Division

## Conference Sud
Organizzata dai Comitati regionali FIP della Campania (Division G) e della Sicilia (Division H)

### Division G
FIP Campania

#### Squadre
| Squadra                    | Stagione | Città             | Palazzetto                | Stagione precedente              |
| -------------------------- | -------- | ----------------- | ------------------------- | -------------------------------- |
| Virtus Basket Molfetta     | dettagli | Molfetta (BA)     | PalaPoli                  | -                                |
| Angri Pallacanestro        | dettagli | Angri (SA)        | Palagalvani               | -                                |
| Basket Corato              | dettagli | Corato (BA)       | Palalosito                | 14º posto in Serie B, retrocessa |
| Cestistica Benevento       | dettagli | Benevento         | Palatedeschi              | -                                |
| Scandone Avellino          | dettagli | Avellino          | Pala del Mauro            | -                                |
| Power Basket Salerno       | dettagli | Salerno           | Palasilvestri             | -                                |
| Action Now Basket Monopoli | dettagli | Monopoli          | Tendostruttura - Monopoli | 13º posto in Serie B, retrocessa |
| Sveva Pallacanestro Lucera | dettagli | Lucera (FG)       | Palazzetto dello Sport    | -                                |
| Promobasket Marigliano     | dettagli | Marigliano (NA)   | Palanapolitano            | -                                |
| Dinamo Basket Brindisi     | dettagli | Brindisi          | Palazumbo                 | -                                |
| Adria Bari                 | dettagli | Bari              | Palabalestrazzi           | -                                |
| Mola New Basket            | dettagli | Mola di Bari (BA) | Palapinto                 | -                                |

#### Stagione regolare
Classifica aggiornata al 18 febbraio 2024
| Pos. | Squadra                    | Pt | G  | V  | P  | PtF  | PtS  |
| ---- | -------------------------- | -- | -- | -- | -- | ---- | ---- |
| 1    | Virtus Basket Molfetta     | 34 | 22 | 17 | 5  | 1767 | 1632 |
| 2    | Angri Pallacanestro        | 30 | 22 | 15 | 7  | 1795 | 1641 |
| 3    | Action Now Basket Monopoli | 28 | 22 | 14 | 8  | 1822 | 1727 |
| 4    | Power Basket Salerno       | 26 | 22 | 13 | 9  | 1734 | 1681 |
| 5    | Scandone Avellino          | 26 | 22 | 13 | 9  | 1608 | 1507 |
| 6    | Basket Corato              | 26 | 22 | 13 | 9  | 1759 | 1763 |
| 7    | Sveva Pallacanestro Lucera | 22 | 22 | 11 | 11 | 1672 | 1642 |
| 8    | Promobasket Marigliano     | 22 | 22 | 11 | 11 | 1720 | 1693 |
| 9    | Cestistica Benevento       | 20 | 22 | 10 | 12 | 1594 | 1642 |
| 10   | Dinamo Basket Brindisi     | 16 | 22 | 8  | 14 | 1675 | 1761 |
| 11   | Adria Bari                 | 10 | 22 | 5  | 17 | 1606 | 1774 |
| 12   | Mola New Basket            | 4  | 22 | 2  | 20 | 1704 | 1993 |

Legenda:
      Partecipante ai Play-In Gold.
      Partecipante ai Play-In Silver
      Partecipante ai Play-Out
Regolamento:
Due punti a vittoria, zero a sconfitta.
Note:

### Division H
FIP Sicilia

#### Squadre
| Squadra                      | Stagione | Città                          | Palazzetto                                  | Stagione precedente                                           |
| ---------------------------- | -------- | ------------------------------ | ------------------------------------------- | ------------------------------------------------------------- |
| Orlandina Basket             | dettagli | Capo d'Orlando (ME)            | PalaFantozzi                                | 12º posto in Serie B, perde i play-off ammissione, retrocessa |
| Virtus KLEB Ragusa           | dettagli | Ragusa                         | Palapadua                                   | 13º posto in Serie B, retrocessa                              |
| Pallacanestro Viola          | dettagli | Reggio Calabria                | PalaCalafiore                               | 15º posto in Serie B, retrocessa                              |
| Pallacanestro Sala Consilina | dettagli | Sala Consilina (SA)            | Centro Sportivo Meridionale - San Rufo (SA) | 11º posto in Serie B, perde i play-off ammissione, retrocessa |
| Barcellona Basket 4.0        | dettagli | Barcellona-Pozzo Di Gotto (ME) | PalAlberti                                  | -                                                             |
| Siaz Basket Piazza Armerina  | dettagli | Piazza Armerina (EN)           | PalaFerraro (EN)                            | -                                                             |
| Svincolati Milazzo           | dettagli | Milazzo (ME)                   | PalaValverde (ME)                           | -                                                             |
| Basket School Messina        | dettagli | Messina                        | PalaMili                                    | -                                                             |
| Bim Bum Basket Rende         | dettagli | Rende (CS)                     | Palazzetto dello sport - Rende (CS)         | -                                                             |
| Castanea Basket              | dettagli | Messina                        | Palestra Comunale - Ritiro (ME)             | -                                                             |
| CUS Catania                  | dettagli | Catania                        | Palestra CUS - Catania                      | -                                                             |
| Fortitudo Messina            | dettagli | Messina                        | Palasport Cittadella Universitaria Messina  | -                                                             |

#### Stagione regolare
Classifica aggiornata al 18 febbraio 2024
| Pos. | Squadra                      | Pt | G  | V  | P  | PtF  | PtS  |
| ---- | ---------------------------- | -- | -- | -- | -- | ---- | ---- |
| 1    | Orlandina Basket             | 36 | 22 | 18 | 4  | 1710 | 1421 |
| 2    | Virtus KLEB Ragusa           | 34 | 22 | 17 | 5  | 1936 | 1676 |
| 3    | Pallacanestro Sala Consilina | 32 | 22 | 16 | 6  | 1788 | 1580 |
| 4    | Pallacanestro Viola          | 32 | 22 | 16 | 6  | 1862 | 1720 |
| 5    | Basket School Messina        | 28 | 22 | 14 | 8  | 1641 | 1549 |
| 6    | Siaz Basket Piazza Armerina  | 24 | 22 | 12 | 10 | 1796 | 1800 |
| 7    | Barcellona Basket 4.0        | 22 | 22 | 11 | 11 | 1831 | 1741 |
| 8    | Svincolati Milazzo           | 22 | 22 | 11 | 11 | 1747 | 1711 |
| 9    | Bim Bum Basket Rende         | 14 | 22 | 7  | 15 | 1659 | 1880 |
| 10   | Castanea Basket              | 12 | 22 | 6  | 16 | 1617 | 1770 |
| 11   | CUS Catania                  | 6  | 22 | 3  | 19 | 1749 | 2038 |
| 12   | Fortitudo Messina            | 2  | 22 | 1  | 21 | 1525 | 1975 |

Legenda:
      Partecipante ai Play-In Gold.
      Partecipante ai Play-In Silver
      Partecipante ai Play-Out
Regolamento:
Due punti a vittoria, zero a sconfitta.
Note:

### Play-In Gold
Disputato dalle prime 4 classificate della Division G e della Division H al termine della Regular Season. Le prime 6 passano ai playoff 
| Pos. | Squadra                      | Pt | G  | V | P |
| ---- | ---------------------------- | -- | -- | - | - |
| 1    | Orlandina Basket             | 18 | 14 | 9 | 5 |
| 2    | Virtus KLEB Ragusa           | 18 | 14 | 9 | 5 |
| 3    | Power Basket Salerno         | 16 | 14 | 8 | 6 |
| 4    | Virtus Basket Molfetta       | 16 | 14 | 8 | 6 |
| 5    | Pallacanestro Sala Consilina | 14 | 14 | 7 | 7 |
| 6    | Pallacanestro Viola          | 10 | 14 | 5 | 9 |
| 7    | Action Now Basket Monopoli   | 10 | 14 | 5 | 9 |
| 8    | Angri Pallacanestro          | 10 | 14 | 5 | 9 |

Legenda:
      Qualificata ai Playoff.
Regolamento:
Due punti a vittoria, zero a sconfitta.
Note:
Le formazioni partiranno dai punteggi ottenuti nelle proprie Division

### Play-In Silver
Disputato dalle classificate tra il 5º e l'8º posto della Division G e della Division H al termine della Regular Season. Le prime 2 passano ai playoff 
| Pos. | Squadra                     | Pt | G  | V | P  |
| ---- | --------------------------- | -- | -- | - | -- |
| 1    | Svincolati Milazzo          | 18 | 14 | 9 | 5  |
| 2    | Basket School Messina       | 18 | 14 | 9 | 5  |
| 3    | Scandone Avellino           | 18 | 14 | 9 | 5  |
| 4    | Siaz Basket Piazza Armerina | 16 | 14 | 8 | 6  |
| 5    | Barcellona Basket 4.0       | 14 | 14 | 7 | 7  |
| 6    | Basket Corato               | 12 | 14 | 6 | 8  |
| 7    | Sveva Pallacanestro Lucera  | 8  | 14 | 4 | 10 |
| 8    | Promobasket Marigliano      | 8  | 14 | 4 | 10 |

Legenda:
      Qualificata ai Playoff.
Regolamento:
Due punti a vittoria, zero a sconfitta.
Note:
Le formazioni partiranno dai punteggi ottenuti nelle proprie Division

### Play-Out
Disputato dalle classificate tra il 9º e il 12º posto della Division G e della Division H al termine della Regular Season le ultime 2 retrocedono in serie C 
| Pos. | Squadra                | Pt | G  | V  | P  |
| ---- | ---------------------- | -- | -- | -- | -- |
| 1    | Cestistica Benevento   | 22 | 14 | 11 | 3  |
| 2    | Dinamo Basket Brindisi | 18 | 14 | 9  | 5  |
| 3    | Adria Bari             | 16 | 14 | 8  | 6  |
| 4    | Bim Bum Basket Rende   | 16 | 14 | 8  | 6  |
| 5    | Mola New Basket        | 16 | 14 | 8  | 6  |
| 6    | Castanea Basket        | 16 | 14 | 8  | 6  |
| 7    | CUS Catania            | 6  | 14 | 3  | 11 |
| 8    | Fortitudo Messina      | 2  | 14 | 1  | 13 |

Legenda:
      Qualificata allo spareggio play-out di conference.
      Retrocessa in Serie C.
Regolamento:
Due punti a vittoria, zero a sconfitta.
Note:
Le formazioni partiranno dai punteggi ottenuti nelle proprie Division

## Playoff
si qualificano a tale fase le prime 6 classificate del Play-In Gold e le prime 2 classificate del Play-In Silver

### Playoff Conference Nord-Ovest
| Pos.      | squadra                |
| --------- | ---------------------- |
| 1° Gold   | Robur Saronno          |
| 2° Gold   | U.S. Empolese          |
| 3° Gold   | Basket Cecina          |
| 4° Gold   | Pall. Pavia            |
| 5° Gold   | Virtus Siena           |
| 6° Gold   | Junior Casale Monferr. |
| 1° Silver | Dany Basket Quarrata   |
| 2° Silver | Basketball Club Lucca  |

Le sei squadre qualificate dai Play-In Gold, in ordine di classifica finale, otterranno le teste di serie da 1 a 6. Le due squadre qualificate dai Play-In Silver, in ordine di classifica finale, otterranno le teste di serie 7 e 8.
|  | Quarti di finale | Quarti di finale       | Quarti di finale       | Quarti di finale       | Quarti di finale | Quarti di finale | Quarti di finale |  |  | Semifinali | Semifinali    | Semifinali    | Semifinali    | Semifinali    | Semifinali    | Semifinali |    |    | Finale | Finale        | Finale        | Finale        | Finale | Finale | Finale |  |
|  |                  |                        |                        |                        |                  |                  |                  |  |  |            |               |               |               |               |               |            |    |    |        |               |               |               |        |        |        |  |
|  | 1                | Robur Saronno          | Robur Saronno          | Robur Saronno          | 81               | 79               | 84               |  |  |            |               |               |               |               |               |            |    |    |        |               |               |               |        |        |        |  |
|  | 8                | Basketball Club Lucca  | Basketball Club Lucca  | Basketball Club Lucca  | 65               | 97               | 79               |  |  | 1          | Robur Saronno | Robur Saronno | Robur Saronno | 89            | 72            | 87         |    |    |        |               |               |               |        |        |        |  |
|  | 4                | Pall. Pavia            | Pall. Pavia            | Pall. Pavia            | 87               | 68               | 86               |  |  | 4          | Pall. Pavia   | Pall. Pavia   | Pall. Pavia   | 79            | 77            | 63         |    |    |        |               |               |               |        |        |        |  |
|  | 5                | Virtus Siena           | Virtus Siena           | Virtus Siena           | 64               | 75               | 73               |  |  |            |               |               |               |               |               |            |    |    | 1      | Robur Saronno | Robur Saronno | Robur Saronno | 76     | 79     | 78     |  |
|  | 3                | Basket Cecina          | Basket Cecina          | Basket Cecina          | 74               | 77               | -                |  |  |            |               | 3             | Basket Cecina | Basket Cecina | Basket Cecina | 62         | 80 | 57 |        |               |               |               |        |        |        |  |
|  | 6                | Junior Casale Monferr. | Junior Casale Monferr. | Junior Casale Monferr. | 73               | 76               | -                |  |  | 3          | Basket Cecina | Basket Cecina | Basket Cecina | 83            | 90            | -          |    |    |        |               |               |               |        |        |        |  |
|  | 2                | U.S. Empolese          | U.S. Empolese          | U.S. Empolese          | 70               | 74               | 68               |  |  | 2          | U.S. Empolese | U.S. Empolese | U.S. Empolese | 66            | 80            | -          |    |    |        |               |               |               |        |        |        |  |
|  | 7                | Dany Basket Quarrata   | Dany Basket Quarrata   | Dany Basket Quarrata   | 72               | 69               | 66               |  |  |            |               |               |               |               |               |            |    |    |        |               |               |               |        |        |        |  |

### Playoff Conference Nord-Est
| Pos.      | squadra                        |
| --------- | ------------------------------ |
| 1° Gold   | Sangiorgese Basket             |
| 2° Gold   | Pallacanestro Fulgor Fidenza   |
| 3° Gold   | Ferrara Basket 2018            |
| 4° Gold   | Bergamo Basket 2014            |
| 5° Gold   | Basket Team 1995 Pizzighettone |
| 6° Gold   | Pallacanestro Gardonese        |
| 1° Silver | Montebelluna Basket            |
| 2° Silver | Blu Orobica Bergamo            |

Le sei squadre qualificate dai Play-In Gold, in ordine di classifica finale, otterranno le teste di serie da 1 a 6. Le due squadre qualificate dai Play-In Silver, in ordine di classifica finale, otterranno le teste di serie 7 e 8.
|  | Quarti di finale | Quarti di finale               | Quarti di finale               | Quarti di finale               | Quarti di finale | Quarti di finale | Quarti di finale |  |  | Semifinali | Semifinali                   | Semifinali                   | Semifinali                   | Semifinali                   | Semifinali                   | Semifinali |    |    | Finale | Finale              | Finale              | Finale              | Finale | Finale | Finale |  |
|  |                  |                                |                                |                                |                  |                  |                  |  |  |            |                              |                              |                              |                              |                              |            |    |    |        |                     |                     |                     |        |        |        |  |
|  | 1                | Sangiorgese Basket             | Sangiorgese Basket             | Sangiorgese Basket             | 67               | 70               | -                |  |  |            |                              |                              |                              |                              |                              |            |    |    |        |                     |                     |                     |        |        |        |  |
|  | 8                | Blu Orobica Bergamo            | Blu Orobica Bergamo            | Blu Orobica Bergamo            | 42               | 61               | -                |  |  | 1          | Sangiorgese Basket           | Sangiorgese Basket           | Sangiorgese Basket           | 62                           | 61                           | -          |    |    |        |                     |                     |                     |        |        |        |  |
|  | 4                | Bergamo Basket 2014            | Bergamo Basket 2014            | Bergamo Basket 2014            | 85               | 70               | -                |  |  | 4          | Bergamo Basket 2014          | Bergamo Basket 2014          | Bergamo Basket 2014          | 67                           | 63                           | -          |    |    |        |                     |                     |                     |        |        |        |  |
|  | 5                | Basket Team 1995 Pizzighettone | Basket Team 1995 Pizzighettone | Basket Team 1995 Pizzighettone | 65               | 59               | -                |  |  |            |                              |                              |                              |                              |                              |            |    |    | 4      | Bergamo Basket 2014 | Bergamo Basket 2014 | Bergamo Basket 2014 | 99     | 60     | 77     |  |
|  | 3                | Ferrara Basket 2018            | Ferrara Basket 2018            | Ferrara Basket 2018            | 87               | 74               | 78               |  |  |            |                              | 2                            | Pallacanestro Fulgor Fidenza | Pallacanestro Fulgor Fidenza | Pallacanestro Fulgor Fidenza | 94         | 72 | 71 |        |                     |                     |                     |        |        |        |  |
|  | 6                | Pallacanestro Gardonese        | Pallacanestro Gardonese        | Pallacanestro Gardonese        | 77               | 78               | 75               |  |  | 3          | Pallacanestro Fulgor Fidenza | Pallacanestro Fulgor Fidenza | Pallacanestro Fulgor Fidenza | 81                           | 61                           | 87         |    |    |        |                     |                     |                     |        |        |        |  |
|  | 2                | Pallacanestro Fulgor Fidenza   | Pallacanestro Fulgor Fidenza   | Pallacanestro Fulgor Fidenza   | 92               | 72               | -                |  |  | 2          | Ferrara Basket 2018          | Ferrara Basket 2018          | Ferrara Basket 2018          | 77                           | 83                           | 83         |    |    |        |                     |                     |                     |        |        |        |  |
|  | 7                | Montebelluna Basket            | Montebelluna Basket            | Montebelluna Basket            | 68               | 64               | -                |  |  |            |                              |                              |                              |                              |                              |            |    |    |        |                     |                     |                     |        |        |        |  |

### Playoff Conference Centro
| Pos.      | squadra                          |
| --------- | -------------------------------- |
| 1° Gold   | Vigor Basket Matelica            |
| 2° Gold   | Virtus Roma 1960                 |
| 3° Gold   | Bramante Basket Pesaro           |
| 4° Gold   | Pallacanestro Senigallia         |
| 5° Gold   | Loreto Basket Pesaro             |
| 6° Gold   | Polisportiva Supernova Fiumicino |
| 1° Silver | Attila Jr Porto Recanati         |
| 2° Silver | Basket 1977 Ferentino            |

Le sei squadre qualificate dai Play-In Gold, in ordine di classifica finale, otterranno le teste di serie da 1 a 6. Le due squadre qualificate dai Play-In Silver, in ordine di classifica finale, otterranno le teste di serie 7 e 8. 
|  | Quarti di finale | Quarti di finale         | Quarti di finale         | Quarti di finale         | Quarti di finale | Quarti di finale | Quarti di finale |  |  | Semifinali | Semifinali             | Semifinali             | Semifinali             | Semifinali       | Semifinali       | Semifinali |    |   | Finale | Finale               | Finale               | Finale               | Finale | Finale | Finale |  |
|  |                  |                          |                          |                          |                  |                  |                  |  |  |            |                        |                        |                        |                  |                  |            |    |   |        |                      |                      |                      |        |        |        |  |
|  | 1                | Vigor Basket Matelica    | Vigor Basket Matelica    | Vigor Basket Matelica    | 65               | 74               | 75               |  |  |            |                        |                        |                        |                  |                  |            |    |   |        |                      |                      |                      |        |        |        |  |
|  | 8                | Basket 1977 Ferentino    | Basket 1977 Ferentino    | Basket 1977 Ferentino    | 70               | 57               | 47               |  |  | 1          | Vigor Basket Matelica  | Vigor Basket Matelica  | Vigor Basket Matelica  | 68               | 66               | -          |    |   |        |                      |                      |                      |        |        |        |  |
|  | 4                | Pallacanestro Senigallia | Pallacanestro Senigallia | Pallacanestro Senigallia | 82               | 78               | -                |  |  | 5          | Loreto Basket Pesaro   | Loreto Basket Pesaro   | Loreto Basket Pesaro   | 75               | 88               | -          |    |   |        |                      |                      |                      |        |        |        |  |
|  | 5                | Loreto Basket Pesaro     | Loreto Basket Pesaro     | Loreto Basket Pesaro     | 87               | 84               | -                |  |  |            |                        |                        |                        |                  |                  |            |    |   | 5      | Loreto Basket Pesaro | Loreto Basket Pesaro | Loreto Basket Pesaro | 69     | 67     | -      |  |
|  | 3                | Bramante Basket Pesaro   | Bramante Basket Pesaro   | Bramante Basket Pesaro   | 67               | 67               | 81               |  |  |            |                        | 2                      | Virtus Roma 1960       | Virtus Roma 1960 | Virtus Roma 1960 | 79         | 71 | - |        |                      |                      |                      |        |        |        |  |
|  | 6                | Supernova Fiumicino      | Supernova Fiumicino      | Supernova Fiumicino      | 61               | 77               | 58               |  |  | 3          | Virtus Roma 1960       | Virtus Roma 1960       | Virtus Roma 1960       | 74               | 67               | 80         |    |   |        |                      |                      |                      |        |        |        |  |
|  | 2                | Virtus Roma 1960         | Virtus Roma 1960         | Virtus Roma 1960         | 69               | 74               | -                |  |  | 2          | Bramante Basket Pesaro | Bramante Basket Pesaro | Bramante Basket Pesaro | 50               | 69               | 29         |    |   |        |                      |                      |                      |        |        |        |  |
|  | 7                | Attila Jr Porto Recan.   | Attila Jr Porto Recan.   | Attila Jr Porto Recan.   | 67               | 70               | -                |  |  |            |                        |                        |                        |                  |                  |            |    |   |        |                      |                      |                      |        |        |        |  |

### Playoff Conference Sud
| Pos.      | squadra                      |
| --------- | ---------------------------- |
| 1° Gold   | Orlandina Basket             |
| 2° Gold   | Virtus KLEB Ragusa           |
| 3° Gold   | Power Basket Salerno         |
| 4° Gold   | Virtus Basket Molfetta       |
| 5° Gold   | Pallacanestro Sala Consilina |
| 6° Gold   | Pallacanestro Viola          |
| 1° Silver | Svincolati Milazzo           |
| 2° Silver | Basket School Messina        |

Le sei squadre qualificate dai Play-In Gold, in ordine di classifica finale, otterranno le teste di serie da 1 a 6. Le due squadre qualificate dai Play-In Silver, in ordine di classifica finale, otterranno le teste di serie 7 e 8. 
|  | Quarti di finale | Quarti di finale             | Quarti di finale             | Quarti di finale             | Quarti di finale | Quarti di finale | Quarti di finale |  |  | Semifinali | Semifinali             | Semifinali             | Semifinali             | Semifinali         | Semifinali         | Semifinali |    |    | Finale | Finale           | Finale           | Finale           | Finale | Finale | Finale |  |
|  |                  |                              |                              |                              |                  |                  |                  |  |  |            |                        |                        |                        |                    |                    |            |    |    |        |                  |                  |                  |        |        |        |  |
|  | 1                | Orlandina Basket             | Orlandina Basket             | Orlandina Basket             | 68               | 62               | 84               |  |  |            |                        |                        |                        |                    |                    |            |    |    |        |                  |                  |                  |        |        |        |  |
|  | 8                | Basket School Messina        | Basket School Messina        | Basket School Messina        | 63               | 65               | 61               |  |  | 1          | Orlandina Basket       | Orlandina Basket       | Orlandina Basket       | 74                 | 79                 | 69         |    |    |        |                  |                  |                  |        |        |        |  |
|  | 4                | Virtus Basket Molfetta       | Virtus Basket Molfetta       | Virtus Basket Molfetta       | 93               | 75               | -                |  |  | 4          | Virtus Basket Molfetta | Virtus Basket Molfetta | Virtus Basket Molfetta | 66                 | 85                 | 61         |    |    |        |                  |                  |                  |        |        |        |  |
|  | 5                | Pallacanestro Sala Consilina | Pallacanestro Sala Consilina | Pallacanestro Sala Consilina | 68               | 71               | -                |  |  |            |                        |                        |                        |                    |                    |            |    |    | 1      | Orlandina Basket | Orlandina Basket | Orlandina Basket | 67     | 61     | 71     |  |
|  | 3                | Power Basket Salerno         | Power Basket Salerno         | Power Basket Salerno         | 85               | 92               | -                |  |  |            |                        | 2                      | Virtus KLEB Ragusa     | Virtus KLEB Ragusa | Virtus KLEB Ragusa | 60         | 78 | 59 |        |                  |                  |                  |        |        |        |  |
|  | 6                | Pallacanestro Viola          | Pallacanestro Viola          | Pallacanestro Viola          | 74               | 85               | -                |  |  | 3          | Virtus KLEB Ragusa     | Virtus KLEB Ragusa     | Virtus KLEB Ragusa     | 69                 | 71                 | -          |    |    |        |                  |                  |                  |        |        |        |  |
|  | 2                | Virtus KLEB Ragusa           | Virtus KLEB Ragusa           | Virtus KLEB Ragusa           | 88               | 75               | -                |  |  | 2          | Power Basket Salerno   | Power Basket Salerno   | Power Basket Salerno   | 64                 | 66                 | -          |    |    |        |                  |                  |                  |        |        |        |  |
|  | 7                | Svincolati Milazzo           | Svincolati Milazzo           | Svincolati Milazzo           | 65               | 70               | -                |  |  |            |                        |                        |                        |                    |                    |            |    |    |        |                  |                  |                  |        |        |        |  |

## Spareggi Promozione
Giocati dalle 4 formazioni sconfitte nelle finali play off per gli ultimi 2 posti nella Serie B nazionale 2024-2025
|  | Spareggi Promozione          | Spareggi Promozione          | Spareggi Promozione | Spareggi Promozione | Spareggi Promozione |  |  | Promosse nella Serie B Nazionale 2024-2025 | Promosse nella Serie B Nazionale 2024-2025 | Promosse nella Serie B Nazionale 2024-2025 | Promosse nella Serie B Nazionale 2024-2025 | Promosse nella Serie B Nazionale 2024-2025 |  |
|  |                              |                              |                     |                     |                     |  |  |                                            |                                            |                                            |                                            |                                            |  |
|  | Pallacanestro Fulgor Fidenza | Pallacanestro Fulgor Fidenza | 93                  | 75                  | 81                  |  |  |                                            |                                            |                                            |                                            |                                            |  |
|  | Basket Cecina                | Basket Cecina                | 76                  | 84                  | 72                  |  |  | Pallacanestro Fulgor Fidenza               | Pallacanestro Fulgor Fidenza               | Pallacanestro Fulgor Fidenza               | Pallacanestro Fulgor Fidenza               | Pallacanestro Fulgor Fidenza               |  |
|  | Virtus KLEB Ragusa           | Virtus KLEB Ragusa           | 74                  | 79                  | 74                  |  |  | Virtus KLEB Ragusa                         | Virtus KLEB Ragusa                         | Virtus KLEB Ragusa                         | Virtus KLEB Ragusa                         | Virtus KLEB Ragusa                         |  |
|  | Loreto Basket Pesaro         | Loreto Basket Pesaro         | 62                  | 89                  | 72                  |  |  |                                            |                                            |                                            |                                            |                                            |  |

Le vincitrici delle 2 semifinali al meglio delle 3 gare salgono di categoria

## Spareggi Play-out di Conference
Giocati dalle 4 formazioni classificate al 6ºposto nei play-out della propria conference
|  | Spareggi | Spareggi             | Spareggi | Spareggi | Spareggi |  |  | Qualificate in Serie B Interregionale 2024-2025 | Qualificate in Serie B Interregionale 2024-2025 | Qualificate in Serie B Interregionale 2024-2025 | Qualificate in Serie B Interregionale 2024-2025 | Qualificate in Serie B Interregionale 2024-2025 |  |
|  |          |                      |          |          |          |  |  |                                                 |                                                 |                                                 |                                                 |                                                 |  |
|  | .        | Castanea Basket      | 79       | 79       | -        |  |  |                                                 |                                                 |                                                 |                                                 |                                                 |  |
|  | .        | Pescara Basket 2.0   | 77       | 65       | -        |  |  | Castanea Basket                                 | Castanea Basket                                 | Castanea Basket                                 | Castanea Basket                                 | Castanea Basket                                 |  |
|  | .        | Social OSA Milano    | 69       | 52       | -        |  |  | Pallacanestro Sestri                            | Pallacanestro Sestri                            | Pallacanestro Sestri                            | Pallacanestro Sestri                            | Pallacanestro Sestri                            |  |
|  | .        | Pallacanestro Sestri | 75       | 79       | -        |  |  |                                                 |                                                 |                                                 |                                                 |                                                 |  |

Le vincitrici delle 2 semifinali al meglio delle 3 gare mantengono la categoria per la stagione successiva

## Verdetti

### Promozioni in Serie B Nazionale

#### Vincitrici dei Play off di Conference
- Vincitrice Playoff Conference Nord-Ovest:  Robur Basket Saronno
- Vincitrice Playoff Conference Nord-Est: Bergamo Basket 2014
- Vincitrice Playoff Conference Centro: Virtus Roma 1960
- Vincitrice Playoff Conference Sud: Orlandina Basket

#### Vincitrici degli spareggi di promozione
Alla conclusione degli spareggi verranno promosse 2 formazioni:
- Pallacanestro Fulgor Fidenza[7]
- Virtus KLEB Ragusa

### Altri Verdetti

#### Retrocessioni in Serie C (dai Play-out)
Alla conclusione dei Play-out verranno retrocesse direttamente 8 formazioni:
- Amatori Savigliano
- Campus Piemonte
- Virtus Murano 1954
- San Nilo Sport Grottaferrata
- New Fortitudo Isernia
- CUS Catania
- Fortitudo Messina
- Tigers Romagna

#### Retrocessioni in Serie C (dagli spareggi Play-out di Conference)
Alla conclusione degli spareggi verranno retrocesse 2 formazioni: 
- Pescara Basket 2.0
- Social OSA Milano (riammessa)